# Domiciano Cavém
Domiciano Cavém, de son nom complet Domiciano Barrocal Gomes Cavém, est un footballeur portugais né le 21 novembre 1932 à Vila Real de Santo António et mort le 12 janvier 2005 à Alcobaça. 
Il occupe pas moins de 9 postes dans sa carrière, débutant comme ailier gauche à ses débuts pour finir arrière droit.

## Biographie

### En club
Domiciano Cavém commence sa carrière au Lusitano VRSA en 1953. Après une seule saison, il rejoint le Sporting Covilhã, en 1953.
En 1955, Domiciano Cavém est transféré au prestigieux Benfica Lisbonne. Il reste 14 saisons dans ce club.
Avec le Benfica, il remporte la Ligue des champions en 1961 et 1962. En 1961, le club lisboète s'impose 3-2 face au FC Barcelone. En 1962, le Benfica s'impose 5-3 face à un autre club espagnol : le Real Madrid, avec notamment un but de Cavem.
Domiciano Cavém joue également avec Benfica deux autres finales de Coupe d'Europe : en 1963, il perd face au Milan AC, puis en 1965, il est battu par une autre équipe milanaise : l'Inter.
Domiciano Cavém dispute également avec le club lisboète la Coupe intercontinentale 1962. Au match aller, il s'incline 3-2 face au club brésilien de Santos. Au match retour, il se fait battre une nouvelle fois (2-5) par le club de l'État de São Paulo. 
Domiciano Cavém atteint également avec Benfica la finale de la Coupe Latine en 1957, finale perdue face au Real Madrid.
Son palmarès national à Benfica est constitué de 9 titres de Champion du Portugal et de 4 Coupes du Portugal. 
Au total, avec Benfica, il dispute 415 matchs toutes compétitions confondues, inscrivant 102 buts. En Primeira Divisão, il joue 277 matchs, marquant 77 buts dans ce championnat. Il réalise sa meilleure saison en 1958-1959, où il inscrit 25 buts toutes compétitions confondues (dont 20 en championnat). Il joue également 52 matchs au sein des différentes Coupes d'Europe, avec 5 réalisations à la clé

### En équipe nationale
Domiciano Cavém reçoit 18 sélections en équipe du Portugal. Il inscrit cinq buts en équipe nationale. Il ne participe toutefois à aucune phase finale de compétition internationale avec le Portugal.
Il reçoit sa première sélection le 24 mars 1957, lors d'un match amical face à la France. Sa dernière sélection a lieu le 24 juin 1965, lors d'une rencontre amicale de prestige face au Brésil.
Il inscrit son premier but en sélection le 16 mai 1959 à l'occasion d'un match amical face à la Suisse. Il marque son deuxième but le 28 juin 1959 face à l'Allemagne de l'Est lors des éliminatoires de l'Euro 1960. Son troisième but intervient le 11 novembre 1959 en match amical contre la France à Colombes. Son quatrième but est inscrit le 27 avril 1960 face à la RFA, une nouvelle fois en amical. Son dernier but est marqué le 22 mai 1960 contre la Yougoslavie dans le cadre des éliminatoires de l'Euro 1960.
Ses 18 sélections en équipe nationale se décomposent de la façon suivante : 7 rencontres amicales, 5 lors des éliminatoires de l'Euro (Championnat d'Europe 1960 et 1964), et enfin 6 lors des tours préliminaires de la Coupe du monde (Mondial 1958, 1962 et 1966).

## Carrière
- 1952-1953 :  Lusitano VRSA
- 1953-1955 :  SC Covilhã
- 1955-1969 :  Benfica Lisbonne

## Palmarès
Avec le Benfica Lisbonne :
- Vainqueur de la Ligue des champions en 1961 et 1962
- Finaliste de la Ligue des champions en 1963 et 1965
- Finaliste de la Coupe intercontinentale en 1962
- Finaliste de la Coupe Latine en 1957
- Champion du Portugal en 1957, 1960, 1961, 1963, 1964, 1965, 1967, 1968, et 1969
- Vainqueur de la Coupe du Portugal en  1957, 1959, 1962, et 1964
- Finaliste de la Coupe du Portugal en 1958 et 1965